# Zhang Lu (calciatore 23 agosto 1987)
Zhang Lu (张璐S, Zhāng LùP; Xinxiang, 23 agosto 1987) è un calciatore cinese, centrocampista dello Shanghai Second.

## Carriera
Ha giocato nella prima divisione cinese.

## Palmarès

### Club

#### Competizioni nazionali
- Coppa di Cina: 3

Shanghai Shenhua: 2017, 2019, 2023
- Supercoppa di Cina: 1

Shanghai Shenhua: 2015